# G3 (turneja)
G3 naziv je za glazbeni događaj u živo koji se gotovo uvijek održava jednom godišnje, a na njemu nastupaju po tri vrhunska gitarista iz iste generacije, pa se projekt zbog toga tako i zove. Cijeli taj koncept osmislio je Joe Satriani, 1996.g. Od tada, pa do danas, na turnejama se izmijenjao veliki broj vrhunskih virtouza na gitari, a neki od njih su: Steve Vai, Eric Johnson, Kenny Wayne Shepherd, Yngwie Malmsteen, John Petrucci, Robert Fripp, Paul Gilbert, Uli Jon Roth, Michael Schenker, Adrian Legg i mnogi drugi specijalni gosti od kojih su neki: Tony MacAlpine, Johnny Hiland, Steve Lukather, Steve Morse, Chris Duarte, Andy Timmons, Neal Schon, Gary Hoey, Brian May, Billy Gibbons, Johnny A, George Lynch, Patrick Rondat i Eric Sardinas.

## 1996
Prva G3 turneja održana je u Sjevernoj Americi i na njoj su svirali Joe Satriani, Steve Vai i Eric Johnson.

### Glazbene postave
- Joe Satriani
  - Stu Hamm - Bas gitara
  - Jeff Campitelli - Bubnjevi

- Steve Vai
  - Mike Keneally - ritam gitara, Sitar, Klavijature
  - Philip Bynoe - Bas gitara, Udaraljke
  - Mike Mangini - Bubnjevi, Udaraljke

- Eric Johnson
  - Stephen Barber - Klavijature
  - Roscoe Beck - Bas gitara
  - Brannen Temple - drums

Zabilješka: 
- Koncert na akustičnoj gitari otvaraju Kenny Wayne Shepherd i Adrian Legg.
- Specijalni gosti na turneji su Neal Schon iz San Franciscka, Gary Hoey iz San Diega, Chris Duarte iz Austina i San Antonia i Andy Timmons in Dallasa.

### Popis izvedenih pjesama
- Kenny Wayne Shepherd (otvaranje koncerta)

1. Down to the Bone
2. Born with a Broken Heart
3. Shame, Shame, Shame
4. Kings Highway
5. Deja Voodoo
6. While We Cry
7. Voodoo Child

- Adrian Legg (otvaranje koncerta)

1. Celandine
2. Cool Cajun
3. Crockett Waltz
4. Mrs. Jacks Last Stand
5. Tracy’s Big Moment
6. Chicken Licken’s Last Ride

- Steve Vai

1. There's a Fire in the House
2. The Animal
3. Deepness
4. Tender Surrender
5. Little Alligator
6. Bad Horsie
7. Answers
8. For the Love of God
9. The Attitude Song

- Eric Johnson

1. 12 to 12 Vibe
2. Pavilion
3. Righteous
4. Rock Me Baby
5. Zap
6. Manhattan
7. SRV
8. Camel's Night Out
9. Cliffs of Dover

- Joe Satriani

1. Cool #9
2. Flying in a Blue Dream
3. Summer Song
4. The Crush of Love
5. The Extremist
6. Always with Me, Always with You
7. Satch Boogie
8. Big Bad Moon
9. Surfing with the Alien

- G3 jam:

1. Going Down (Freddie King / Jeff Beck album)
2. My Guitar Wants to Kill Your Mama (Frank Zappa album)
3. Red House (Jimi Hendrix album)

## 1997
Turneja: Sjeverna Amerika i Europa

### Glazbene postave u Sjevernoj Americi
- Joe Satriani
  - Stu Hamm - bas-gitara
  - Jeff Campitelli - bubnjevi

- Kenny Wayne Shepherd
  - Noah Hunt - vokal
  - Jimmy Wallace - klavijature
  - Joe Nadeau - gitara
  - Sam Bryant - bubnjevi
  - Robby Emerson - bas-gitara

- Robert Fripp
  - Solo (koristi Frippertronics tehniku)

Zabilješka: 
- Michel Cusson svirao je na nekoliko koncerata u Quebecu prije događaja u Kenny Waynu.

### Glazbene postave u Europi
- Joe Satriani
  - Stu Hamm - bas-gitara
  - Jeff Campitelli - bubnjevi

- Steve Vai
  - Mike Mangini - bubnjevi
  - Mike Keneally - gitara, klavijature
  - Philip Bynoe - bas-gitara

- Adrian Legg

### Popis izvedenih pjesama
- Robert Fripp (otvaranje koncerta):

Robert Fripp Soundscape Prelude to G3
w/ Mike Keneally
- Adrian Legg

1. Celandine
2. English Cajun
3. Kalahari Blues
4. Ragged Nail
5. L'Amour Manque
6. Queenies Waltz
7. Cool Cajun
8. Mrs. Jack's Last Stand
9. Tracey's Big Moment
10. Chicken Licken's Last Ride

- Kenny Wayne Shephard

1. Down to the Bone
2. Born with a Broken Heart
3. Shame, Shame, Shame
4. Kings Highway
5. Deja Voodoo
6. While We Cry
7. Voodoo Child

- Steve Vai

1. There's A Fire In The House
2. The Animal
3. Deepness
4. Tender Surrender
5. Aching Hunger
6. Angel Food
7. Answers
8. Conducting & Ballerina ?
9. For the Love of God
10. The Attitude Song

- Joe Satriani

1. Cool #9
2. Ice 9
3. Summer Song
4. Flying in a Blue Dream
5. The Mystical Potato Head Groove Thing
6. Always with Me, Always with You
7. Big Bad Moon/Bass Solo
8. Satch Boogie
9. Surfing with the Alien

- G3 Jam

1. Going Down
2. My Guitar Wants to Kill Your Mama
3. Red House

## 1998
Turneja: Europa

### Glazbene postave
- Joe Satriani
  - Stuart Hamm - bas-gitara
  - Jeff Campitelli - bubnjevi

- Michael Schenker
  - Seth Bernstein - gitara i klavijature
  - Shane Gaalaas - bubnjevi
  - Jeff Kollman - bas-gitara
  - David Van Landing - vokal
  - Gary Barden - vokal

- Uli Jon Roth
  - Liz Vandall - vokal
  - Clive Bunker - bubnjevi
  - Don Airey - klavijature
  - Patrice Guers - bas-gitara

### Popis izvedenih pjesama
- Michael Schenker

1. In Search of Peace of Mind
2. Assault Attack
3. Into the Arena
4. Another Piece of Meat
5. Let it Roll
6. Captain Nemo
7. Written in the Sand
8. Essence
9. Lost Horizons
10. Attack of the Mad Axeman
11. Bijou Pleasurette
12. Positive Forward
13. Armed and Ready

- Uli Jon Roth

1. G3 Overture
2. The Four Seasons Part I
3. The Four Seasons Part II
4. Hiroshima
5. Polar Nights
6. Beethoven’s 5th

- Joe Satriani

1. Up in the Sky
2. House Full of Bullets
3. Crystal Planet
4. Time
5. Raspberry Jam Delta-V
6. Lights of Heaven
7. Ice 9
8. The Mystical Potato Head Groove Thing
9. Summer Song
10. Always with Me, Always with You
11. Big Bad Moon/Bass Solo
12. Satch Boogie
13. Slow Down Blues
14. Surfing with the Alien

- G3 Jam

1. Going Down
2. The Thrill Is Gone
3. Voodoo Child

Note: Patrick Rondat mijenja Ulia Jon Rotha na G3 turneji u Francuskoj.

## 2000
Turneja: Rentak Rhythm, Azijski festival (Bukit Jalil) - Kuala Lumpur, MY

### Glazbene postave
- Joe Satriani
  - Stu Hamm - Bas gitara
  - Jeff Campitelli - bubnjevi

- Steve Vai
  - Mike Keneally - ritam gitara, sitar, klavijature
  - Philip Bynoe - bas-gitara, udaraljke
  - Mike Mangini - bubnjevi, udaraljke
  - Dave Weiner - gitara

- Eric Johnson
  - Chris Maresh - bas-gitara
  - Billy Maddox - bubnjevi

### Popis izvedenih pjesama
- Eric Johnson

1. Zenland
2. Trail of Tears
3. Forty Mile Town
4. Trademark
5. Nothing Can Keep Me From You
6. Desert Rose
7. Cliffs of Dover

- Steve Vai

1. I Know You're Here
2. The Reaper
3. Juice
4. Whispering a Prayer
5. Bangkok
6. Get the Hell Outta Here
7. For the Love of God

- Joe Satriani

1. Devil's Slide
2. Flying in a Blue Dream
3. Satch Boogie

## 2001 & 2002
Na G3 turneji iz 2001. nastupaju Joe Satriani, Steve Vai i John Petrucci koji dolazi iz sastava "Dream Theater's" i napisao je čitavi set instrumentalne glazbe za turneju.
Turneja: Sjeverna Amerika i Meksiko

### Glazbene postave
- Joe Satriani
  - Jeff Campitelli - bubnjevi
  - Stu Hamm - bas-gitara

- Steve Vai
  - Billy Sheehan - bas-gitara
  - Virgil Donati - bubnjevi
  - Mike Keneally - klavijature, gitara
  - Dave Weiner - gitara

- John Petrucci
  - Mike Portnoy - bubnjevi
  - Dave LaRue - bas-gitara

Zabilješka:
- Specijalni gosti na ovoj turneji bili su Steve Lukather & Paul Gilbert iz Los Angelesa, Billy Gibbons iz Houstona, Andy Timmons iz Ft. Wortha, Eric Johnson iz Austina, Neal Schon iz Detroita i Steve Morse in Orlanda.

### Popis izvedenih pjesama
- John Petrucci

1. IBS
2. Damage Control
3. Lost Without You
4. Glasgow Kiss
5. Paradigm Shift

- Steve Vai

1. Shy Boy
2. Giant Balls of Gold
3. Erotic Nightmares
4. Blood & Glory
5. The Animal
6. Whispering a Prayer
7. Incantation
8. Jiboom
9. For the Love of God

- Joe Satriani

1. Cool #9
2. Devil's Slide
3. Satch Boogie
4. Flying in a Blue Dream
5. Until We Say Goodbye
6. The Extremist
7. Raspberry Jam Delta-V
8. Always with Me, Always with You
9. Surfing with the Alien

- G3 Jam

1. La Grange
2. Voodoo Child
3. Little Wing
4. I'm Goin Down

## 2003
Turneja: Sjeverna Amerika

### Glazbene postave
- Joe Satriani
  - Matt Bissonette - bas-gitara
  - Jeff Campitelli - bubnjevi
  - Galen Henson - gitara

- Steve Vai
  - Tony MacAlpine - gitara i klavijature
  - Dave Weiner - gitara
  - Billy Sheehan - bas-gitara
  - Jeremy Colson - bubnjevi

- Yngwie Malmsteen
  - Patrick Johannsen - bubnjevi
  - Mick Cervino - bas-gitara
  - Jocke Svalberg - klavijature

### Popis izvedenih pjesama
- Joe Satriani:

1. Satch Boogie
2. The Extremist
3. Crystal Planet
4. Starry Night
5. Midnight
6. Flying in a Blue Dream
7. The Mystical Potato Head Groove Thing
8. Always with Me, Always with You
9. Summer Song

- Steve Vai:

1. I Know You’re Here
2. Reaping
3. Juice
4. Whispering a Prayer
5. I'm the Hell Outta Here
6. For the Love of God

- Yngwie Malmsteen:

1. Evil Eye
2. Baroque & Roll
3. Solo na gitari (Trilogy Suite Op 5-Kurakatau-Red House Blues)
4. Fugue (Concerto for Electric Guitar & Orch. in E Flat Minor Opus 1)
5. Solo na pianinu
6. Solo na bas-gitari
7. Solo na bubnjevima
8. Solo na akustičnoj gitari
9. Black Star
10. Adagio-Far Beyond the Sun
11. Finale
12. Blitzkrieg

- G3 Jam:

1. Rockin' in the Free World (Neil Young album)
2. Little Wing (Jimi Hendrix album)
3. Voodoo Child (Jimi Hendrix album)

## 2004
Turneja: Europa i Južna Amerika, nastupaju Joe Satriani, Steve Vai i Robert Fripp.

### Glazbene postave
- Joe Satriani
  - Jeff Campitelli - bubnjevi
  - Galen Henson - gitara
  - Matt Bissonette - bas-gitara

- Steve Vai
  - Dave Weiner - gitara
  - Tony MacAlpine - gitara, klavijature
  - Billy Sheehan - bas-gitara
  - Jeremy Colson - bubnjevi

- Robert Fripp
  - Solo (koristi "Soundscape" tehniku)

### Popis izvedenih pjesama
- Robert Fripp

30 Minuta "Soundscape" uvoda u G3 koncert
1. Soundscape Part 1
2. Soundscape Part 2
3. Soundscape Part 3

- Steve Vai

1. I Know You're Here
2. Giant Balls of Gold
3. Answers
4. The Reaper
5. Juice
6. Whispering a Prayer
7. Fire Garden Suite
8. Bangkok
9. Bull Whip
10. I’m the Hell Outta Here
11. For the Love of God

- Joe Satriani:

1. Hands in the Air
2. Satch Boogie
3. Cool #9
4. Gnaahh
5. I Like the Rain
6. Up in Flames
7. Always with Me, Always with You
8. Searching
9. Is There Love in Space?
10. War
11. Flying in a Blue Dream

- G3 Jam:

1. Ice 9
2. Red
3. The Murderer
4. Rockin' in the Free World
5. I'm Goin' Down (Samo u Mexico & Chile)

## 2005
Na G3 turneji iz 2005. nastupaju John Petrucci, Steve Vai i Joe Satriani.
Turneja: Japan i USA

### Glazbene postave
- Joe Satriani
  - Matt Bissonette - bas-gitara
  - Jeff Campitelli - bubnjevi
  - Galen Henson - gitara

- Steve Vai
  - Tony MacAlpine - gitara, klavijature
  - Dave Weiner - gitara
  - Billy Sheehan - bas-gitara
  - Jeremy Colson - bubnjevi

- John Petrucci
  - Mike Portnoy - bubnjevi
  - Dave LaRue - bas-gitara

### Popis izvedenih pjesama
- John Petrucci

1. Jaws of Life
2. Glasgow Kiss
3. Lost Without You
4. Curve
5. Wishful Thinking
6. Damage Control

- Steve Vai

1. I'm Becoming
2. The Audience Is Listening
3. Building the Church
4. K'm-Pee-Du-Wee
5. The Crying Machine
6. Lotus Feet
7. I’m the Hell Outta Here

- Joe Satriani

1. Up in Flames
2. Summer Song
3. Hordes of Locusts
4. Always with Me, Always with You
5. War
6. Searching
7. Just Look Up
8. Flying in a Blue Dream

- G3 Jam

1. Foxy Lady (Jimi Hendrix album)
2. La Grange (ZZ Top album)
3. Smoke on the Water (Deep Purple album)

## 2006 Latinska Amerika
Prvi puta na G3 turneji iz 2006. nastupaju John Petrucci, Eric Johnson i Joe Satriani.
Turneja: Latinska Amerika

### Glazbene postave
- Joe Satriani
  - Dave LaRue - bas-gitara
  - Jeff Campitelli - bubnjevi
  - Galen Henson - gitara

- Eric Johnson
  - Roscoe Beck - bas-gitara
  - Tommy Taylor - bubnjevi

- John Petrucci
  - Mike Portnoy - bubnjevi
  - Dave LaRue - bas-gitara

### Popis izvedenih pjesama
- Eric Johnson

1. Summer Jam
2. My Back Pages
3. Trademark
4. Brilliant Room
5. Manhattan
6. Morning Sun
7. Columbia
8. Desert Rose
9. Cliffs of Dover

- John Petrucci

1. Jaws of Life
2. Glasgow Kiss
3. Lost Without You
4. Curve
5. Wishful Thinking
6. Damage Control

- Joe Satriani

1. Flying in a Blue Dream
2. The Extremist
3. Redshift Riders
4. Satch Boogie
5. Cool #9
6. Super Colossal
7. Just Like Lightnin’
8. Crowd Chant
9. Summer Song
10. Always with Me, Always with You

- G3 Jam

1. Voodoo Child
2. Red House
3. Rockin' in the Free World

## 2006 Australija
Na drugoj G3 turneji u 2006. godini nastupaju John Petrucci, Steve Vai i Joe Satriani.
Turneja: Australija

### Glazbene postave
- Joe Satriani
  - Dave LaRue - bas-gitara
  - Jeff Campitelli - bubnjevi
  - Galen Henson - gitara

- Steve Vai
  - Tony MacAlpine - gitara, klavijature
  - Dave Weiner - gitara
  - Billy Sheehan - bas-gitara
  - Jeremy Colson - bubnjevi

- John Petrucci
  - Mike Portnoy - bubnjevi
  - Dave LaRue - bas-gitara

### Popis izvedenih pjesama
- John Petrucci

1. Jaws of Life
2. Glasgow Kiss
3. Lost Without You
4. Curve
5. Wishful Thinking
6. Damage Control

- Steve Vai

1. Tender Surrender
2. Giant Balls Of Gold
3. Building the Church
4. Answers
5. Whispering a Prayer
6. Freak Show Excess
7. For the Love of God

- Joe Satriani

1. Flying in a Blue Dream
2. The Extremist
3. Redshift Riders
4. Cool #9
5. Super Colossal
6. Just Like Lightnin'
7. Satch Boogie
8. Crowd Chant
9. Summer Song
10. Always with Me, Always with You

- G3 Jam

1. Voodoo Child
2. My Guitar Wants to Kill Your Mama
3. Rockin' in the Free World

## 2007
Na G3 turneji iz 2007. nastupaju Paul Gilbert, John Petrucci i Joe Satriani.

### Glazbene postave
- Joe Satriani
  - Jeff Campitelli - bubnjevi
  - Dave LaRue - bas-gitara
  - Galen Henson - gitar

- Paul Gilbert
  - Mike Szuter - bas-gitara, vokal
  - Jeff Bowders - bubnjevi
  - Bruce Bouillet - gitara
  - Emi Gilbert - klavijature

- John Petrucci
  - Mike Portnoy - bubnjevi
  - Dave LaRue - bas-gitara

### Popis izvedenih pjesama
- Paul Gilbert

1. Get Out of My Yard
2. Hurry Up
3. Rusty Old Boat
4. Radiator
5. Scarified
6. Scit Scat Wah
7. I Like Rock
8. Space Ship One
9. Down to Mexico

- John Petrucci

1. Jaws of Life
2. Glasgow Kiss
3. Lost Without You
4. Curve
5. Wishful Thinking
6. Damage Control

- Joe Satriani

1. War
2. One Big Rush
3. Flying in a Blue Dream
4. Cool #9
5. Super Colossal
6. Satch Boogie
7. Circles
8. The Mystical Potato Head Groove Thing
9. Surfing with the Alien
10. Always with Me, Always with You

- G3 Jam

1. Foxy Lady/Purple Haze/Third Stone from the Sun/Voodoo Child  (Jimi Hendrix)
2. Goin' Down (Jeff Beck)
3. Jumpin' Jack Flash (The Rolling Stones)

## Vanjske poveznice
- G3 službene stranice